# Caldo de costilla
El caldo de costilla es un plato típico colombiano, de la región andina. Se hace principalmente de las Costillas de Res hervidas en agua con papas en rodajas, ajo, cebolla y trocitos de cilantro.
El caldo de costilla se come principalmente durante el desayuno, acompañado a veces con Arepa, Chocolate y Pan.
Se toma también para recuperarse de la Resaca con el nombre de "levantamuertos". Muchos restaurantes cercanos a zonas de alta fluencia abren casi toda la noche hasta el amanecer permitiendo a la gente recuperarse con un caldo de costilla.

## Historia
Originalmente el caldo de costilla no es una receta de origen latino y mucho menos de origen colombiano, la receta del caldo de costilla llega a Colombia a finales del siglo XIX y a p
pios del siglo XX cuando se empezaron a construir puentes y vías férreas, para ese entonces los directivos que coordinaban dicha construcción contrataron a ingenieros y mano de obra inglesa,  ya que suponía una de las mejores tecnologías y técnicas ingenieriles, los obreros ingleses que trabajaban en la construcción de estas obras férreas tenían con sigo una dieta al desayuno equipada con proteína, carbohidratos, y sales para así adquirír la energía suficiente que necesitaban para el duro trabajo, y la receta que cumplía con estas especificaciones era El caldo con costilla y papa,  es ahí cuando algunos colombianos conocieron esta receta, deleitaron su exquisito sabor y comenzaron a propagar la receta por todas las regiones del país.